# Allie Gonino
Alyssa Jean "Allie" Gonino (Rockwall, Texas, 30 de marzo de 1990) es una actriz y cantante estadounidense. Es conocida principalmente por su actual papel como Laurel Mercer en la serie The Lying Game, y por su personaje Michelle en 10 Things I Hate About You. Ambas son series de ABC Family. Gonino también fue miembro del grupo musical "The Stunners".

## Vida y carrera
Allie creció en Rockwall, Texas. Con siete años empezó a tomar clases de violín y de ballet. Durante la mayor parte de su niñez, actuó en gran parte de los teatros del área de Dallas-Fort Worth metroplex cantando, interpretando canto tirolés, y tocando el violín y la mandolina. Durante sus años de instituto, Gonino se interesó por el teatro musical. Un mes antes de comenzar su segundo año de instituto, abandonó los estudios para mudarse a Los Ángeles, y volcarse totalmente en su carrera musical y artística. A los dieciséis años, obtuvo su GED (examen americano que certifica que se poseen los conocimientos adecuados de un nivel de instituto). 

### Música
En 2007, Allie Gonino se unió al grupo musical "The Stunners", creado por la artista Vitamina C. En el verano de 2010, tras el lanzamiento de su primer sencillo "Dancin' Around the Truth" junto a New Boyz, se embarcaron en una gira de 20 días como teloneras de Justin Bieber en My World Tour. El grupo se encuentra actualmente disuelto.
En 2011, Allie se unió a Adam Brooks y Andy Fischer-Price para formar el trío musicale "The Good Mad", en donde es una de las voces principales y además toca el violín. El 2 de octubre de 2012 presentaron su EP Debut llamado "Alta", el cual están promocionando con diversos shows en vivo.

### Actuación
Como actriz, Gonino ha participado en las series Unfabulous, Cory en la Casa Blanca, Zack y Cody: Todos a bordo, Lie to Me y un pequeño papel como Michelle en 10 Things I Hate About You. Actualmente coprotagoniza la serie The Lying Game, en la que interpreta el papel de Laurel Mercer, hermana de Sutton Mercer La serie terminó el 12 de marzo de 2013.

## Filmografía
| Año       | Título                     | Papel              | Notas                                     |
| --------- | -------------------------- | ------------------ | ----------------------------------------- |
| 2007      | Unfabulous                 | La chica impostora | Episodio S03E02 - "La Canción"            |
| 2007      | Cory en la Casa Blanca     | Monique            | Episodio S01E17 - "Gone Wishin'"          |
| 2007      | Love                       | Animadora          | Cortometraje                              |
| 2009      | Zack y Cody: Todos a bordo | Marissa            | Episodio S01E18 - "Splash and Trash"      |
| 2009      | Lie to Me                  | Susan              | Episodio S02E02 - "Truth or Consequences" |
| 2009–2010 | 10 Things I Hate About You | Michelle           | 8 episodios                               |
| 2011–2013 | The Lying Game             | Laurel Mercer      | Coprotagonista                            |
| 2013      | Geography Club             | Kimberly           | Película                                  |